# Učakovci
Učakovci – wieś w Słowenii, w gminie Črnomelj. W 2018 roku liczyła 119 mieszkańców.